# Jardim de São Pedro de Alcântara
O Jardim de São Pedro de Alcântara é um jardim situado em Lisboa, na freguesia da Misericórdia. Foi construído em 1864, em dois socalcos.
O projeto original remonta ao século XVIII, de autoria do 2.º arquiteto do palácio Convento de Mafra João Pedro Ludovice, filho de João Frederico Ludovice, arquiteto de Mafra, onde El-Rei D. João V manda construir uma muralha com 20 metros de altura nos terrenos de São Pedro de Alcântara com vista a criar uma Mãe de Água — um depósito monumental que prolongaria o Aqueduto das Águas Livres até à Graça. No entanto, o Terramoto de 1755 impõe outras prioridades e os terrenos passaram a servir de vazadouro de animais mortos que eram atirados da muralha abaixo.
Só em 1830, há a primeira tentativa de usar o baldio por parte da Guarda Real da Polícia que, tendo o quartel muito próximo, fez do espaço a sua “horta”. Só cinco anos mais tarde é que a Câmara Municipal de Lisboa, na sequência da vitória do Liberalismo e da recuperação dos poderes executivos, converte o espaço num jardim público.
Tem uma área de 0,6 ha. Situa-se na Rua de São Pedro de Alcântara, perto do Bairro Alto. O jardim tem um pequeno lago e um miradouro, que oferece uma imponente vista sobre o leste de Lisboa avistando-se parte da zona Baixa de Lisboa e da margem sul do rio Tejo.
Existe um mapa em azulejos junto à balaustrada, que ajuda a identificar alguns locais de Lisboa. O panorama estende-se desde as muralhas do Castelo de São Jorge rodeado pelas árvores e da Sé de Lisboa (séc. XII), nas colinas a sudoeste, até à Igreja da Penha de França do século XVIII, a noroeste. Também é visível o grande complexo da Igreja da Graça, enquanto que São Vicente de Fora é reconhecível pelas torres simétricas em volta da fachada branca.
Os bancos e as sombras das árvores fazem do miradouro um lugar muito agradável. Para chegar até ao miradouro pode optar por subir a Calçada da Glória ou então subir pelo Elevador da Glória que o deixa bem perto do miradouro.
No jardim, o monumento de autoria de Costa Motta (tio), erguido em 1904, representa Eduardo Coelho fundador do jornal Diário de Notícias, por baixo dele um ardina apregoa o famoso jornal.

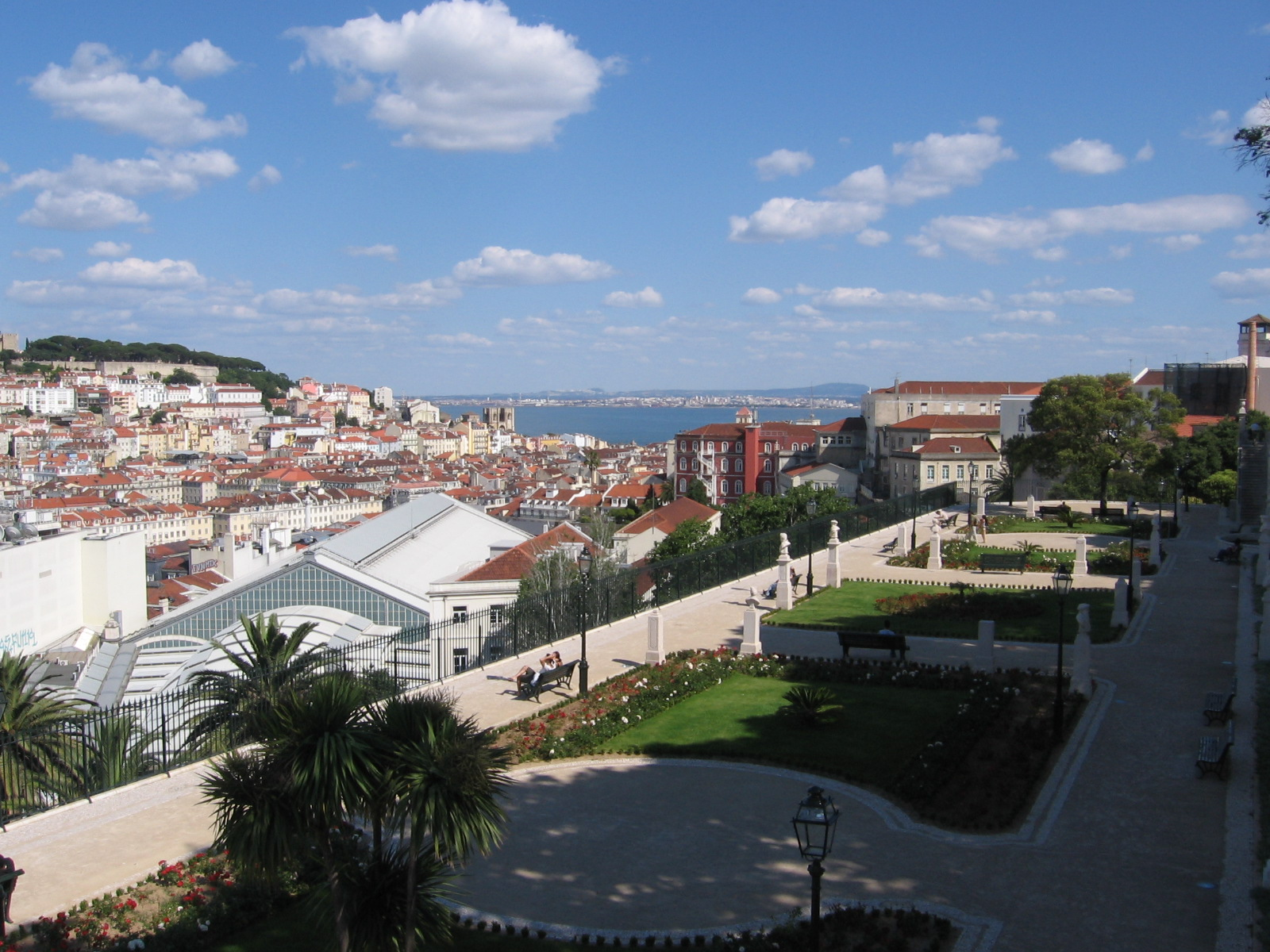
Vista para o Castelo de São Jorge, a Sé e o Rio Tejo. Plataforma inferior do jardim

## Vistas
A vista é mais imponente ao pôr do sol e à noite, quando o Castelo e a Sé estão iluminados, e o miradouro é um popular ponto de encontro para os lisboetas.